# Servizio ferroviario suburbano di Liegi
Il servizio ferroviario suburbano di Liegi (in francese Train S Liège; in olandese S-trein Luik) è il servizio ferroviario suburbano che serve la città belga di Liegi.

## Storia
Il servizio venne attivato il 3 settembre 2018.

## Rete
La rete si compone di 4 linee:
- S41 Liegi-Saint-Lambert - Verviers-Central - Aquisgrana
- S41 Hasselt - Liège-Guillemins - Verviers-Central
- S42 Liers - Liège-Guillemins - Flémalle-Haute
- S43 Liège-Guillemins - Maastricht - Aquisgrana
- S44 Waremme - Liège-Guillemins - Visé